# 水オルガン

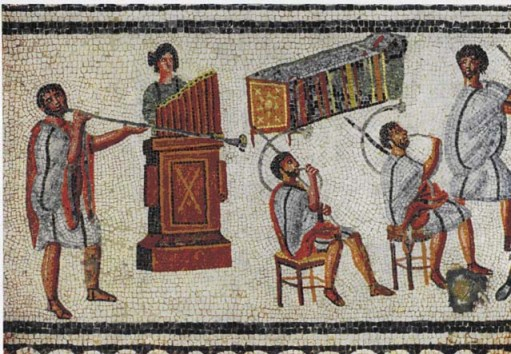
金管楽器と水オルガンを演奏する楽士達。ズリテンモザイクの一部。西暦200年。

水オルガン（みずオルガン、Water organ）またはハイドロリック・オルガン（hydraulic organ ギリシア語: ὕδραυλις = ὕδορ + αυλος / αυλη、初期のものはhydraulos、hydraulus、もしくはhydraulaと呼ばれることもあった）は、空気によって音が鳴るパイプオルガンの一種で、空気を送り出す動力源として自然界にある水 (滝など)や手動ポンプを利用したものである。その構造上、水オルガンはふいご、送風機、コンプレッサーを持たない。
ハイドロリック・オルガン（hydraulic organ）は古代の水オルガン「ヒュドラウリス（hydraulis）」と混同されることが多い。ヒュドラウリスは、アレクサンドリアのクテシビオスによって設計されたギリシャの楽器の名称である。ヒュドラウリスには貯水槽の中に設置された空気タンクがある。手動式ポンプによって空気がタンクに送り込まれ、空気がタンクを出る時に加圧されてパイプの音が鳴る。タンクの底が開いているため、ポンプから空気がさらに送り込まれたり、パイプによって空気が送り出されたりして空気の供給量が変動しても、空気に対する水の圧力を維持できる。
一方で15世紀以降に生まれた水オルガンは、釘を打った木の円筒に刻まれた特定の楽曲を自動演奏するバレル・オルガン（手回しオルガン）に似た仕組みを駆動するための動力源に水を使っている。古代ギリシャのヒュドラウリスも自動演奏可能なオルガンだったと想像されることが多いが、根拠となるような資料は存在しない。

## ヒュドラウリス

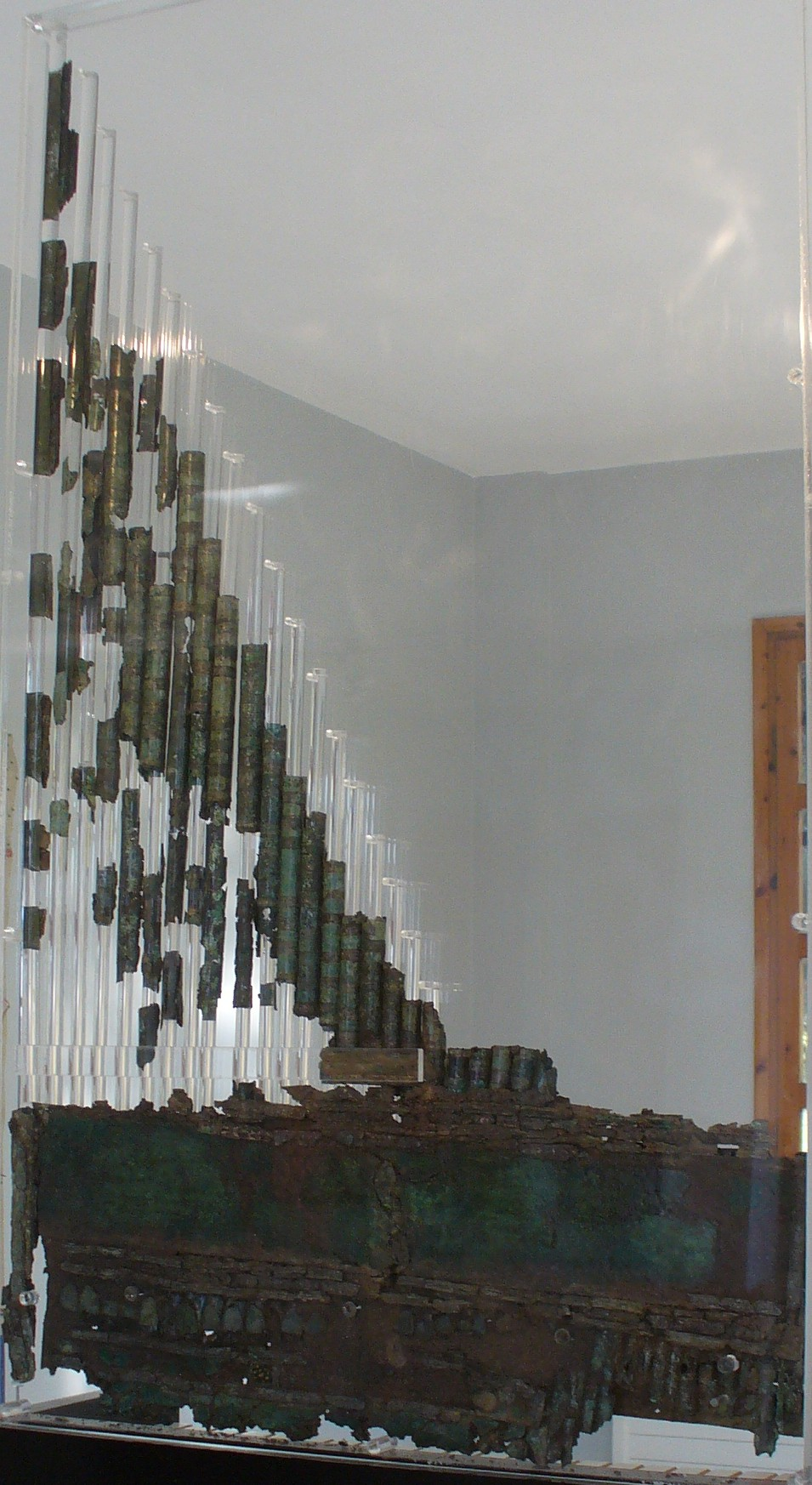
ヒュドラウリスの断片 紀元前1世紀、ディオン考古学博物館、ギリシャ

ヒュドラウリスはパイプオルガンの初期の形であり、「水（古代ギリシア語: ὕδωρ）」の巨大な力を空気圧力に変換して「パイプ（古代ギリシア語: αὐλός）」の音を鳴らすことで演奏する。そのためヒュドラウリス（hydraulis）と名付けられた。文字通り『水（によって演奏される）パイプ（楽器）』である。紀元前3世紀のギリシャ人科学者であり技術者である、アレクサンドリアのクテシビオスによって発明された。ヒュドラウリスは世界初の鍵盤楽器であり、現在のチャーチオルガンの原型である。ルネサンス時代のパイプオルガンと異なり、古代のヒュドラウリスは鍵盤を押して手動で演奏するものであり、あらかじめ定められたいくつかの曲を自動演奏するものではなかった。ヒュドラウリスの鍵盤は安定しており、軽いタッチで弾くことができた。ラテン語詩人クラウディアヌス (4世紀後半)は、ヒュドラウリスの弾き心地をまさにそう描写している。 
| magna levi detrudens murmura tactu ... intonet[3] |  | “軽いひと叩きで力強い咆哮を響きわたらせる。さあ雷鳴のようにその音を轟かせよう。” |
1. 1 2  McKinnon, James W. (2016) [20 January 2001]. “Hydraulis”. Groves Dictionary of Music and Musicians. Oxford, UK: Oxford University Press. Online Portal to Oxford Music Online (oxfordmusiconline.com)より2025年7月16日閲覧.{{cite encyclopedia}}:  CS1メンテナンス: url-status (カテゴリ)
2. ↑  Haspels, Dr. Jan Jaap (1994), Musical Automata. Catalogue of Automatic Musical Instruments in the National Museum "From Musical Clock to Street Organ", Utrecht: National Museum, ISBN 90-801699-2-7
3. ↑  Claudian. Paneg. Manlio Theodoro. pp. 320–322